# Sandy Casar
Sandy Casar (* 2. února 1979, Mantes-la-Jolie) je francouzský silniční profesionální cyklista jezdící od roku 2000 za ProTour stáj La Française des Jeux. Mezi jeho největší úspěchy patří tři vyhrané etapy na Tour de France, 6. místo celkově na Giro d'Italia 2006 a 2. místo na Paříž–Nice 2002.

## Celkové pořadí na velkých etapových závodech
|                 | 2002 | 2003 | 2004 | 2005 | 2006 | 2007 | 2008 | 2009    | 2010 |
| --------------- | ---- | ---- | ---- | ---- | ---- | ---- | ---- | ------- | ---- |
| Tour de France  | 83.  | 111. | 16.  | 29.  | 69.  | 71.  | 14.  | 12.     | ?.   |
| Giro d'Italia   | -    | 13.  | -    | 81.  | 6.   | -    | -    | -       |      |
| Vuelta a España | -    | -    | -    | -    | -    | -    | 19.  | nedojel |      |